# Poème roumain
Poème roumain (en romanès Poema română, en català Poema romanès), op. 1, és una suite orquestral escrita pel compositor romanès George Enescu el 1897. Es tracta de la primera peça orquestral d’Enescu, composta quan només tenia setze anys, i que es va estrenar el 1898. Enescu va dedicar l'obra a la reina Elisabet de Romania.

## Història
Després d’estudiar al Conservatori de Viena del 1888 al 1894, Enescu es va traslladar a França el 1895 per estudiar al Conservatori de París. Allà va estudiar música amb els seus professors Martin Marsick, Gabriel Fauré, Jules Massenet i André Gedalge. Enescu era molt considerat pels seus professors, que es referien a l'estudiant com un geni. Durant aquest temps, la princesa Elizabeth Bibesco va presentar Enescu a compositors i músics francesos destacats, inclosos Camille Saint-Saëns i Édouard Colonne. L'11 de juny de 1897, Enescu, de quinze anys, va celebrar a París tot un concert dedicat a les seves obres de cançons i música de cambra.
Més tard aquell mateix any, mentre estudiava al Conservatori de París, Enescu, amb setze anys, va compondre la primera obra orquestral, titulada Poème roumain. Édouard Colonne s'havia interessat pel jove compositor després del concert de 1897 i va decidir dirigir l'estrena de l'obra. Així, el gener de 1898, Poème roumain es va estrenar a París per Colonne i els seus prestigiosos Concerts Colonne. El març de 1899, el mateix Enescu va dirigir una representació de l'obra a Bucarest.
La concepció de la «Poema» és d’una senzillesa quasi ingènua: «Una nit d’estiu... Som la vigília d’una festa... Es senten les campanes de la vesprada i, per la porta gran oberta, el cant dels capellans. Després arriba la nit... mira la llum de la lluna... enmig del silenci s’eleva el xiulet d’un pastor, que suspirarà a la distància la nostàlgica doina. De sobte tot canvia... la lluna queda tapada pels núvols... es senten els trons de la tempesta. La ventada s’apaivaga, el gall anuncia l’alba... De nou campanes... ball general».
Durant el Festival George Enescu de 2017 celebrat en honor d'Enescu, el Poème roumain va ser interpretat per primera vegada a la història del festival per l’orquestra francesa Les Siècles i el Coral Reial de Romania dirigit per François-Xavier Roth a l’⁣Ateneu Romanès.

## Música
Poème roumain està escrit per a tres flautes, flautí, dos oboès, dos clarinets, dos fagots, quatre trompes, dues trompetes, dues cornetes, tres trombons, tuba, timbals, dues arpes i cordes.
La peça presenta influències gitanes, que també són destacades en les obres posteriors d’Enescu com les Rapsòdies romaneses. El final de l’obra també cita l’himne reial romanès Trăiască Regele (Visca el rei), que va provocar l’aturada de les representacions als escenaris romanesos del 1948 al 1989 per motius polítics. La peça, però, va aparèixer en una pel·lícula de televisió homònima que es va projectar al Festival Enescu de 1981. Es va tornar a representar en directe a Romania el 1990, per la Filharmònica Enescu.